# Joshua Buatsi
Joshua Buatsi (Acra, Ghana, 14 de marzo de 1993) es un deportista británico que compite por Inglaterra en boxeo.
Participó en los Juegos Olímpicos de Río de Janeiro 2016, obteniendo una medalla de bronce en el peso semipesado. Ganó una medalla de bronce en el Campeonato Europeo de Boxeo Aficionado de 2015, en la categoría de 81 kg.
En julio de 2017 disputó su primera pelea como profesional. En julio de 2018 conquistó el título internacional de la AMB, en la categoría de peso semipesado. En su carrera profesional tuvo en total 18 combates, con un registro de 18 victorias y 0 derrotas.

## Palmarés internacional
| Juegos Olímpicos   | Juegos Olímpicos        | Juegos Olímpicos  | Juegos Olímpicos |
| Año                | Lugar                   | Medalla           | Categoría        |
| ------------------ | ----------------------- | ----------------- | ---------------- |
| 2016               | Río de Janeiro (Brasil) | Medalla de bronce | 81 kg            |
| Campeonato Europeo |                         |                   |                  |
| Año                | Lugar                   | Medalla           | Categoría        |
| 2015               | Samokov (Bulgaria)      | Medalla de bronce | 81 kg            |